# Jordi Villacampa
Jordi Villacampa Amorós (* 11. Oktober 1963 in Reus) ist ein ehemaliger spanischer Basketballspieler.

## Werdegang
Der 1,96 Meter große Villacampa spielte von 1980 bis 1997 für den spanischen Erstligisten Joventut de Badalona. Mit der Mannschaft gewann er 1981 und 1990 den Europapokalwettbewerb Korać-Cup, 1991 und 1992 die spanische Meisterschaft, 1994 die Europaliga, 1997 den spanischen Königspokal sowie 1987, 1989 und 1991 den Prinz-von-Asturien-Pokal. In der spanischen Liga bestritt Villacampa insgesamt 506 Spiele, in denen er es auf einen Punkteschnitt von 17,8 je Begegnung brachte. Seine Bestmarke von 8991 in der Liga ACB erzielten Punkten wurde später von Alberto Herreros (9759) gebrochen. Den besten Punkteschnitt seiner Zeit in der höchsten spanischen Spielklasse erzielte Villacampa in der Saison 1985/86 mit 21,5. Auch 1989/90 (21,2) und 1990/91 (20,6) verbuchte er Mittelwerte über 20 Punkte pro Partie.
Villacampa bestritt 35 Juniorenländerspiele und stand für Spaniens A-Nationalmannschaft ab 1984 in 158 Länderspielen auf dem Feld. 1991 gewann er bei der Europameisterschaft die Bronzemedaille und war mit 19,4 Punkten je Begegnung fünftbester Korbschütze des Turniers. Seine Ausbeute steigerte er zwei Jahre später, als er bei der EM 1993 mit 19,6 Punkten je Spiel in der Korbschützenliste wieder den fünften Rang belegte. Er gehörte bei den Olympischen Sommerspielen 1982 und 1992 zum spanischen Aufgebot. Während der Spiele in Barcelona 1992 erzielte Villacampa im Mittel 18,6 Punkte pro Einsatz und war damit bester Korbschütze der Gastgebermannschaft.
Von 1999 bis 2017 war Villacampa Vorsitzender von Joventut de Badalona.